# Sa Caleta
 (décembre 2023).
Si vous disposez d'ouvrages ou d'articles de référence ou si vous connaissez des sites web de qualité traitant du thème abordé ici, merci de compléter l'article en donnant les références utiles à sa vérifiabilité et en les liant à la section « Notes et références ».
Sa Caleta est une baie et plage de la municipalité de Sant Josep de sa Talaia, dans le sud de l'ile d'Ibiza, dans les îles Baléares, en Espagne.
Le site archéologique de Sa Caleta y est situé.

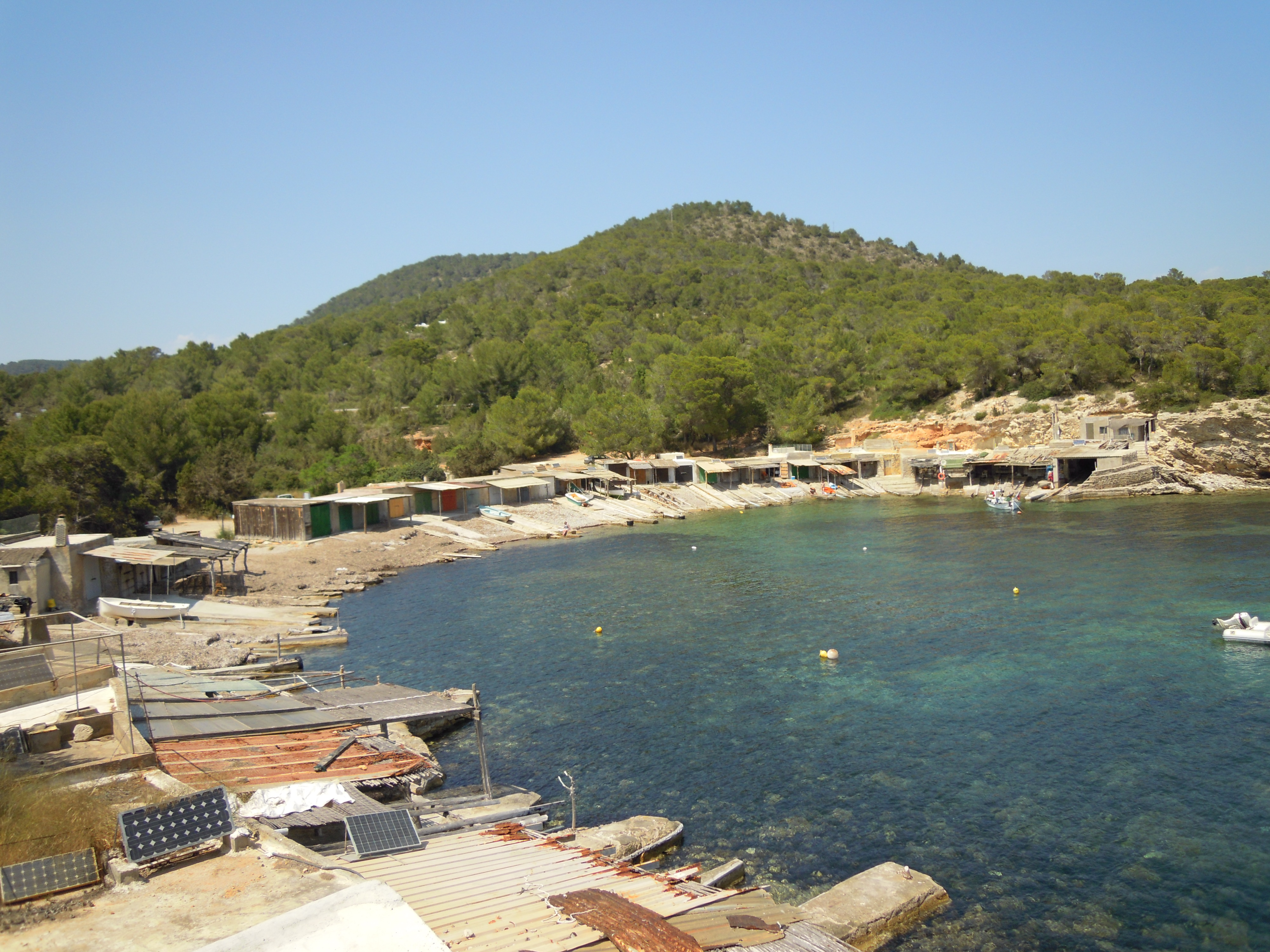
Sa Caleta (partie est).